# Bataille de Bovianum
Seconde guerre samnite
Batailles
La bataille de Bovianum eut lieu en 305 av. J.-C. (ou 304) entre Rome et les Samnites. Les Romains étaient menés par deux consuls, Curvus Paetinus et Postumius Megellus. Le général samnite Statius Gellius, qui conduisait la défense de la cité, mourut durant la bataille. La victoire romaine conduisit à la fin de la deuxième guerre samnite.

## Sources
- Tite-Live, X, 12, 9.